# La Parade des succès
Pour plus de détails, voir Fiche technique et Distribution.
La Parade des succès (Schlagerraketen – Festival der Herzen) est un film allemand réalisé par Erik Ode, sorti en 1960.

## Synopsis
Camillo Felgen est présentateur à Radio Luxembourg et s'occupe d'artistes pour sa prochaine émission en lien avec d'autres radios européennes pour des concerts. Sa secrétaire Nanette prend les conversations téléphoniques avec les chanteurs et les prend à l'aéroport. Durant l'un de ces trajets, elle rencontre Marcel, un employé de banque, en panne sous la pluie. Elle lui prête son cric et repart prendre Peter Kraus.
Marcel, dont la sœur Trixi aimerait être chanteuse et, sans l'avoir dit à sa mère, va faire une apparition au bar "New Orleans", pense toujours à Nanette. Son petit frère Christian lui donne l'idée de passer une annonce à la radio. Il vient au studio de l'émission de Camillo Schlagerfreunde (Les Amis du schlager), mais elle le voit en premier et fait tout pour éviter Marcel. Par la suite, Camillo reçoit tellement de lettres après l'annonce de Marcel qu'il décide d'en faire un programme afin de réunir le couple. Marcel propose d'appeler l'événement "Le Festival des cœurs". Sans plus tarder, Camillo l'engage comme l'organisateur du programme et fait de Nanette la secrétaire. Elle se montre souvent ignorante envers Marcel et le rend jaloux avec ses nombreuses connaissances.
Lorsque sa mère découvre le projet de Trixi, l'apparition est annulée. Mais Trixi doit chanter au festival, devant un public, et convainc enfin sa mère. Au festival, de nombreux artistes se produisent et beaucoup de couples longtemps séparés se retrouvent à nouveau. Certaines revues se passent bien, d'autres mal. Marcel passe sa soirée avec les stars et les filles présentes, et rend Nanette jalouse qui se sent enfin devoir se faire remarquer par lui et le séduire. À la fin, tous les deux finissent ensemble. La chanson de Trixi plaît à sa mère, si bien que Paul, le compositeur, est acceptée dans la famille par la mère qui consent aussi à leur union.

## Fiche technique
- Titre français : La Parade des succès[1]
- Titre original : Schlagerraketen – Festival der Herzen
- Réalisation : Erik Ode, assisté de Roly Bock
- Scénario : Fred Ignor, Aldo von Pinelli (de)
- Musique : Werner Scharfenberger
- Direction artistique : Peter Röhrig, Eva Maria Schröder
- Costumes : Eva Maria Schröder
- Photographie : Igor Oberberg
- Son : Oskar Haarbrandt
- Montage : Heinz Haber
- Production : Aldo von Pinelli
- Sociétés de production : Melodie-Film
- Société de distribution : UFA
- Pays d'origine :  Allemagne de l'Ouest
- Langue : allemand
- Format : Couleurs - 1,66:1 - Mono - 35 mm
- Genre : Film musical
- Durée : 92 minutes
- Dates de sortie :
  -  Allemagne de l'Ouest : 13 octobre 1960.
  -  Danemark : 31 janvier 1961.
  -  Finlande : 14 juillet 1961.
  -  France (Sarreguemines) : 1962[1].

## Distribution
- Helga Sommerfeld: Nanette
- Hans von Borsody: Marcel
- Vivi Bach: Trixi
- Loni Heuser: Madame Laforte
- Camillo Felgen: Camillo Felgen
- Peer Schmidt (de): Paul
- Christian Machalet: Christian
- Lia Eibenschütz
- Dinah Hinz (de)
- Trudi Roth (de)
- Karl Schönböck
- Ernst Jacobi (de)

Et les artistes dans leurs propres rôles :
- Jacqueline Boyer
- Heidi Brühl
- Cab Calloway
- Nat King Cole
- Duke Ellington et son orchestre
- Horst Fischer
- Cornelia Froboess
- Max Greger et son orchestre
- Trude Herr
- Peter Kraus
- Gitta Lind
- Lolita
- Teddy Reno
- Vico Torriani